# Alberto Couriel
Alberto Couriel Curiel (Juan Lacaze, Colonia, 22 de agosto de 1935) es un contador público y político uruguayo perteneciente al Frente Amplio.

## Biografía
Nace en el seno de una familia de inmigrantes judíos sefaradíes. Su hermano Jack es arquitecto.
Es egresado de la Facultad de Ciencias Económicas y de Administración de la Universidad de la República en calidad de contador público y economista, también es egresado del Curso del Instituto de Planificación Económica y Social en Santiago de Chile como Planificador General. 
Fue Senador de la República por el Frente Amplio, cargo que desempeña desde el 15 de febrero de 2005 hasta el 15 de febrero de 2015. 
Couriel se ha desempeñado en trabajos de docencia en España, Brasil, México, Ecuador, Nicaragua, Honduras, Perú, El Salvador, Chile y obviamente en Uruguay. 
Su primer cargo político de relevancia lo consiguió en 1989 cuando fue elegido Representante Nacional por el Frente Amplio en la Cámara de Diputados en los comicios de ese año. En 1995 es elegido Senador, y es reelecto al cargo en el año 2000. Vuelve a ser electo Senador en las elecciones del 2005, elecciones en las que Frente Amplio es elegido como el partido que gobernará el país a manos del Presidente Tabaré Vázquez. 
En julio de 2002 fue quien interpeló al entonces ministro de Economía Alberto Bensión. Para esta interpelación, Couriel recurrió a la tecnología, poniendo un sitio en Internet y una dirección de correo electrónico, donde se podían enviar "preguntas, impresiones y propuestas" acerca de la interpelación.
Durante la presidencia de José Mujica, ejerció interinamente el cargo de Presidente por un día.
Ha participado en diversos congresos mundiales, así también como en seminarios.
Es un autor prolífico, entre sus trabajos publicados se destacan: "De la democracia política a la democracia económica y social" (1999), "Globalización, democracia e izquierda en América Latina" (1996), "Pobreza y subempleo en América Latina" (1983), entre otros.
Couriel es una de las figuras entrevistadas en el documental de 2024 dirigido por Federico Lemos Jorge Batlle, entre el cielo y el infierno.